# Sergej Smirnov
Sergej Smirnov (in russo Сергей Смирнов?; Leningrado, 17 settembre 1960 – Sausalito, 8 novembre 2006) è stato un pesista russo, fino al 1991 sovietico.

## Palmarès
| Anno | Manifestazione  | Sede         | Evento         | Risultato | Misura  | Note |
| ---- | --------------- | ------------ | -------------- | --------- | ------- | ---- |
| 1983 | Mondiali        | Helsinki     | Getto del peso | 18º       | 18,03 m |      |
| 1983 | Universiadi     | Edmonton     | Getto del peso | Bronzo    | 19,61 m |      |
| 1986 | Europei indoor  | Madrid       | Getto del peso | Argento   | 20,36 m |      |
| 1987 | Mondiali indoor | Indianapolis | Getto del peso | Bronzo    | 20,67 m |      |
| 1987 | Europei indoor  | Liévin       | Getto del peso | Bronzo    | 20,97 m |      |
| 1988 | Olimpiadi       | Seul         | Getto del peso | 8º        | 20,36 m |      |
| 1990 | Europei         | Spalato      | Getto del peso | 4º        | 20,45 m |      |
| 1991 | Mondiali indoor | Siviglia     | Getto del peso | 9º        | 18,87 m |      |
| 1993 | Mondiali indoor | Toronto      | Getto del peso | 7º        | 19,59 m |      |

## Altre competizioni internazionali
1985
- Coppa Europa di atletica leggera ( Mosca)

1987
- Coppa Europa di atletica leggera ( Praga)

1991
- Coppa Europa di atletica leggera ( Francoforte)